# Sacramento Valley

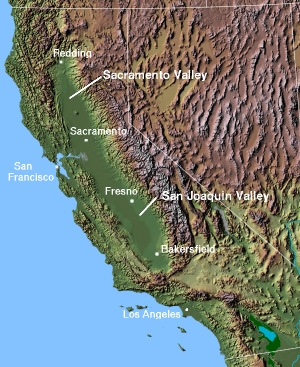
Údolí Sacramento Valley

Sacramento Valley je rozlehlé údolí v severní Kalifornii, ve Spojených státech amerických. Společně s jižním údolím San Joaquin Valley tvoří Velké kalifornské údolí. Sacramento Valley je téměř rovná nížina. Údolí má délku přibližně 280 km a šířku okolo 50 km. Zvolna se svažuje ze severu k jihu. Nadmořská výška je 30 až 50 m, jen místy se v krajině zvedají skupiny kopců, které dosahují nejvýše k 600 m n. m. Středem údolí protéká řeka Sacramento. Ze západu je údolí ohraničeno Kalifornským pobřežním pásmem, z východu pohořím Sierra Nevada, ze severu Klamatskými horami a pohořím Siskiyou Mountains a z jihu deltou řek Sacramento a San Joaquin, respektive Sanfranciským zálivem. Vegetaci tvoří především travní porosty. Oblast je intenzivně zemědělsky využívaná. V jižní části údolí leží hlavní město Kalifornie Sacramento.